# Johann Christoph Meinecke
Johann Christoph Meinecke, Eigenschreibweise Meineke, (* 22. Juli 1722 in Quedlinburg; † 9. Juli 1790 in Oberwiederstedt) war ein evangelisch-lutherischer Theologe und Natur- und Heimatforscher.

## Leben
Er ist der Sohn des Johann Christoph Meinecke (1672–1727), der Diakon an der Marktkirche St. Benedikti zu Quedlinburg war.
Johann Christoph Meinecke besuchte das Gymnasium in Quedlinburg und schloss 1740 sein Theologiestudium an der Universität Halle ab. Anschließend war er mehrere Jahre als Hauslehrer der Familie von Hardenberg auf Schloss Oberwiederstedt tätig, bevor er dort 1751 das Pfarramt übernahm, das er bis zu seinem Tod ausübte.
Um 1780 verfasste er die handschriftliche Abhandlung Gesammelte historische Nachrichten vom Dorf und Nonnenkloster Oberwiederstedt, in der er u. a. auch die Kleinodien des Klosters Wiederstedt beschrieb.
Seit 1774 war Meinecke Mitglied der ein Jahr zuvor gegründeten Gesellschaft Naturforschender Freunde zu Berlin und seit 1780 Mitglied der Ökonomischen Gesellschaft Leipzig.
Sein Sohn Albert Christian Meinecke (1757–1807) wurde Rektor in Osterode und sein Sohn Carl Friedrich Ernst Meineke (1766–1836) lebte als Kauf- und Ratsherr in Wolfenbüttel.